# Monumento ao General Osório

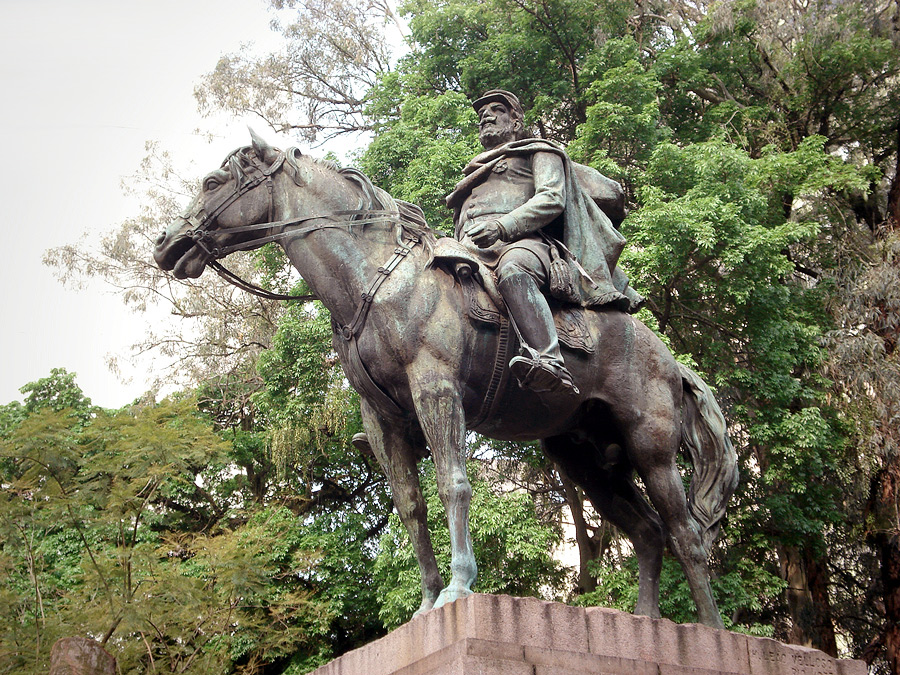
A estátua equestre no topo do monumento

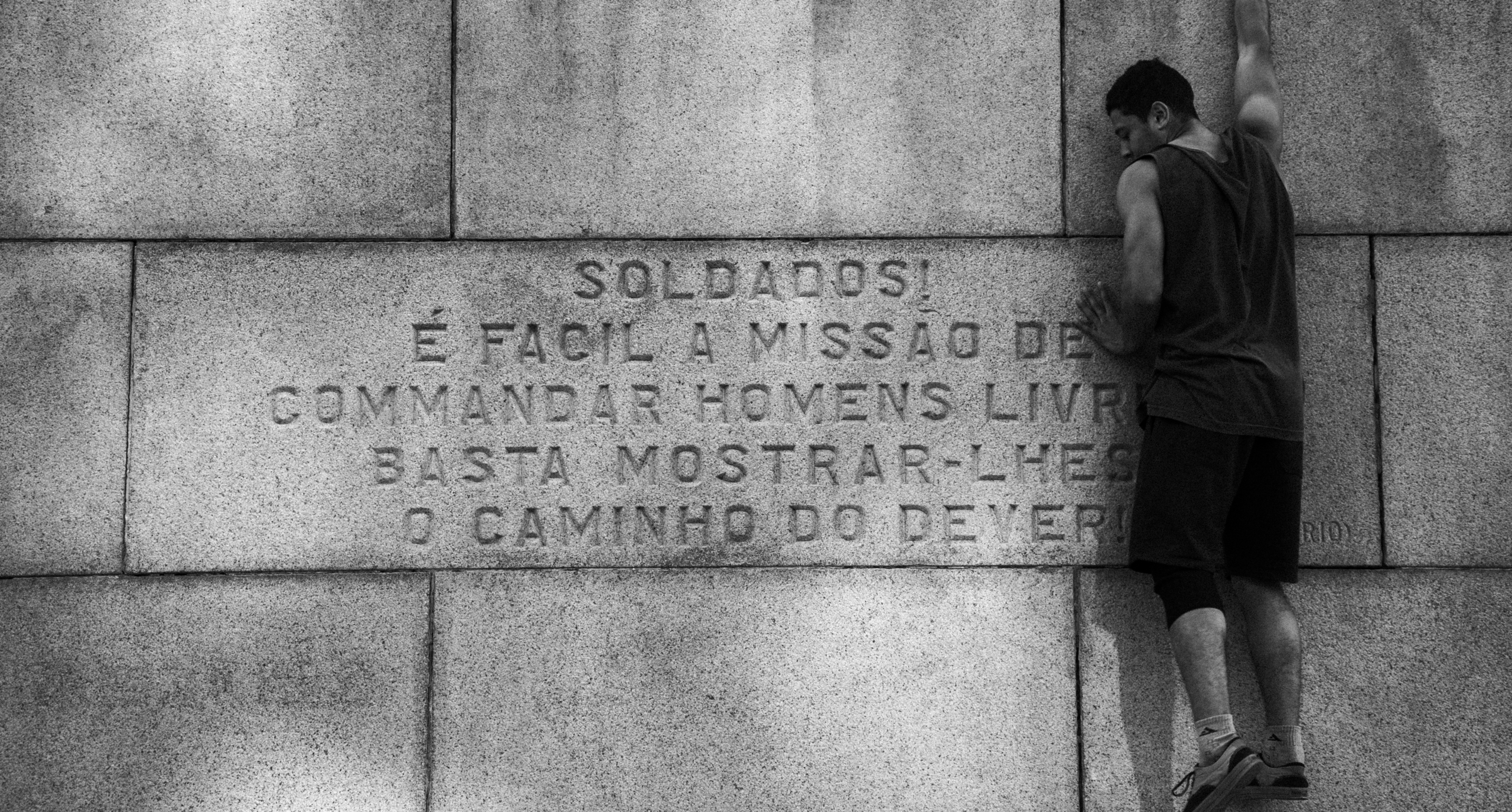
Frase escrita na lateral do monumento

O Monumento ao General Osório é um monumento público localizado na Praça da Alfândega, no centro de Porto Alegre, erguido em homenagem a Manuel Luís Osório, patrono da Cavalaria do Exército Brasileiro e herói da Guerra do Paraguai. 
Sua construção foi decidida em 1929, quando foi aberto um concurso para sua elaboração, cuja comissão julgadora foi liderada pelo General Cipriano da Costa Ferreira. O concurso originalmente previa a ereção de uma estátua pedestre, mas as regras foram mudadas e o prêmio aumentado, possibilitando a modificação nos planos. O vencedor foi o escultor carioca Hildegardo Leão Veloso.
A estátua foi fundida no Rio de Janeiro, e o monumento foi inaugurado com grandes festejos em 7 de agosto de 1933, com a presença de diversas autoridades e familiares do homenageado. Em 1966 um vendaval derrubou a estátua, danificando-a severamente. Restaurada, voltou à sua posição primitiva. 
O monumento consiste de uma grande base de granito cercada por um espelho d'água, com uma estátua equestre do general no topo. Nas laterais da base foram inscritas frases de sua autoria: "A data mais feliz de minha vida seria aquela em que me dessem a notícia de que os povos civilizados festejavam a sua confraternização queimando os seus arsenais", e "Soldados! É fácil a missão de commandar homens livres: basta mostrar-lhes o caminho do dever!".